# Watanabe Susumu
Susumu Watanabe (sinh ngày 10 tháng 10 năm 1973) là một cầu thủ bóng đá người Nhật Bản.

## Sự nghiệp câu lạc bộ
Susumu Watanabe đã từng chơi cho Consadole Sapporo, Ventforet Kofu và Vegalta Sendai.